# 吉永幸一郎
吉永 幸一郎（よしなが こういちろう、1969年5月1日 - ）は、大阪府枚方市出身の元プロ野球選手（捕手、内野手）。

## 経歴

### プロ入りまで
東海大工高校では、捕手として同期のエース五十嵐英樹とバッテリーを組む。1986年には秋季県大会で準々決勝に進むが浜名高に逆転負け。1987年夏には静岡大会で準決勝に進むが島田高に敗れ、ベスト4。

### 現役時代

#### 南海、ダイエー・ホークス時代
1987年度ドラフト会議にて南海ホークスから5位指名を受け、入団。同期入団には吉田豊彦、大道典嘉、村田勝喜、柳田聖人などがいた。1989年はA級サリナス・スパーズに野球留学。
1990年一軍初昇格。トニー・バナザードが帰国した8月以降は主に「4番・指名打者」として活躍し、打席数は少ないながらも打率.311、7本塁打の成績を残す。
1991年、背番号を49から27へ変更。田淵幸一監督に開幕から正捕手に抜擢されるが、打率は低迷した。9月には先発を外れる。
1992年は打撃も好調を維持し、初の規定打席にも到達し、打率.290（8位）を記録した。
1994年は自己最高の本塁打と打点を記録。吉田豊彦と最優秀バッテリー賞を受賞し、初めてベストナインに選出される。
1995年は7月に故障で欠場し、規定打席に届かなかったが9月に復帰。
1996年は打率.295、20本塁打を記録し、2度目のベストナインに選出されたが膝を故障。城島健司の台頭もあり、一塁手や指名打者としての出場が多くなった。
1997年から内野手へ転向。開幕から本塁打を量産し、7月12日には福岡ドーム初の1試合3本塁打を記録した。7月16日時点で25本塁打を放ち、前半戦をリーグ本塁打1位で折り返す。さらに、同年のオールスターゲームでは4番に座った。しかし、後半戦は本塁打のペースが大きく失速。25本塁打を放って以降、残り57試合が残っていたが結局29本塁打に終わった。ここには9月3日に30号本塁打を放ったと思われたが降雨ノーゲームとなった試合が存在し、その際本人は「まあ、あと24試合あるから、また打てるやろ」とコメントしたが結局打てなかった。10月12日の最終ダブルヘッダーでは、1試合目に2打席連続安打を放つと初の30本塁打よりも初の3割を優先してベンチに退き、そのまま2試合目も欠場した。このような失速はあったが、それでも自己最高の打率.300（11位）、29本塁打（4位）を記録した。
1998年は背番号を3へ変更する。しかし成績は振るわず、更にシーズン終了後には地元紙西日本新聞によって敵軍バッテリーのサイン盗みに関与していた疑惑が報道され「スパイ事件」と騒がれたが、証拠不十分として処分には至らなかった。
1999年は背番号を27へ戻し、オールスターファン投票にパ・リーグ指名打者（DH）部門が加わり、最初に選出された選手となった。7月17日の西武ライオンズ戦では橋本武広からサヨナラ本塁打を放った。主に「3番・DH」としてこの年の年間規定打席418ちょうどで到達（しかしこれが最後の一軍規定打席到達になる）し、チームの初優勝、日本一に貢献したものの松中信彦の台頭やメルビン・ニエベスの入団等で、中日との日本シリーズでは先発出場がなかった。第2戦では指名打者として途中出場、川上憲伸から中前安打を放っている。このことを不服とし、FA宣言をほのめかすも球団からの慰留もあり、残留する。
2000年は同じ左の大砲である松中の活躍で出場機会は減ったものの城島の怪我による戦線離脱時には2年ぶりにマスクを被り、DHや代打として出場し、チームはリーグ連覇を達成した。

#### 読売ジャイアンツ時代
2001年に大野倫との交換+金銭1億円（金銭はホークスが辞退、後に金銭の代わりに佐藤誠が無償譲渡）のトレードで読売ジャイアンツへ移籍。同年は先発マスクを被ることもあったが、ルーキーであった阿部慎之助の活躍で控え捕手・代打での出場に留まった。
2002年からは守備に就くことはなく、出場機会が激減するも代打本塁打を2本放った。
2003年10月14日に戦力外通告を受け、同年限りで現役を引退した。

### 現役引退後
引退後は福岡県に戻り、子供服専門店を経営していたが、後に不況で閉店。幼稚園児を対象にした野球教室の開設準備をしている様子が2009年末放送の『壮絶人生ドキュメント 俺たちはプロ野球選手だった』（TBSテレビ）で取り上げられた。
2016年の学生野球資格回復研修を受講した上で、翌2017年2月7日に日本学生野球協会より学生野球資格回復の適性認定を受けたことにより、学生野球選手への指導が可能となった。学生野球資格回復以前より、福岡県での会社勤務の傍ら、小中学生にマンツーマンの野球指導を行っている。
2014年2月に開設された中学硬式野球「福岡井尻ボーイズ」の初代監督を務めた。
2019年3月からは静岡県の中学硬式野球「沼津ヤングベースボールクラブ」の特別コーチにも就任。月1回のペースで静岡県を訪れ、野球指導を行っている。

## 評価
松井秀喜は巨人時代に、「吉永さんの打撃は凄いですよね。特にインコースのバッティングは真似したくてもできませんよ」と感嘆していた。
阪神タイガースの梅野隆太郎は、大学時代に吉永からアドバイスを受け、打てる捕手の先輩として「大きな刺激を受けた」と語っている。
柴原洋は、2013年に実施されたホークス球団創立75周年企画「あの人が選ぶレジェンドホークス」において、吉永を一塁手に選んでいる。「入団して、とにかくバッティングの凄さに驚きました。特にバットコントロールですね。当時はオリックスにイチローさんがいましたが、引けを取らないくらい上手かったです。僕もたくさん勉強させてもらいました。」と述懐している。
岩本勉（元日本ハムファイターズ）は、現役時代に一番苦手だった打者として吉永の名前を挙げ、「出塁率で言ったら8割以上は許している。顔も見たくないくらい嫌なバッターでした」と語っている。

## 詳細情報

### 年度別打撃成績
| 年 度      | 球 団      | 試 合 | 打 席 | 打 数 | 得 点 | 安 打 | 二 塁 打 | 三 塁 打 | 本 塁 打 | 塁 打 | 打 点 | 盗 塁 | 盗 塁 死 | 犠 打 | 犠 飛 | 四 球 | 敬 遠 | 死 球 | 三 振 | 併 殺 打 | 打 率 | 出 塁 率 | 長 打 率 | O P S |
| ---------- | ---------- | ----- | ----- | ----- | ----- | ----- | -------- | -------- | -------- | ----- | ----- | ----- | -------- | ----- | ----- | ----- | ----- | ----- | ----- | -------- | ----- | -------- | -------- | ----- |
| 1990       | ダイエー   | 69    | 195   | 180   | 17    | 56    | 12       | 2        | 7        | 93    | 34    | 0     | 0        | 1     | 1     | 13    | 0     | 0     | 40    | 3        | .311  | .356     | .517     | .872  |
| 1991       | ダイエー   | 89    | 255   | 222   | 18    | 42    | 11       | 0        | 6        | 71    | 17    | 0     | 0        | 4     | 0     | 28    | 1     | 1     | 60    | 6        | .189  | .283     | .320     | .603  |
| 1992       | ダイエー   | 124   | 460   | 420   | 44    | 122   | 20       | 3        | 11       | 181   | 49    | 0     | 3        | 2     | 2     | 36    | 1     | 0     | 55    | 13       | .290  | .345     | .431     | .776  |
| 1993       | ダイエー   | 125   | 470   | 413   | 39    | 120   | 29       | 3        | 12       | 191   | 44    | 1     | 5        | 0     | 2     | 54    | 5     | 1     | 85    | 14       | .291  | .372     | .462     | .835  |
| 1994       | ダイエー   | 123   | 480   | 433   | 49    | 123   | 28       | 2        | 19       | 212   | 55    | 0     | 2        | 0     | 3     | 44    | 8     | 0     | 70    | 8        | .284  | .348     | .490     | .838  |
| 1995       | ダイエー   | 81    | 337   | 294   | 37    | 86    | 18       | 2        | 8        | 132   | 34    | 2     | 1        | 2     | 0     | 39    | 1     | 2     | 51    | 11       | .293  | .379     | .449     | .828  |
| 1996       | ダイエー   | 124   | 470   | 390   | 59    | 115   | 21       | 2        | 20       | 200   | 72    | 1     | 3        | 3     | 6     | 70    | 5     | 1     | 69    | 7        | .295  | .398     | .513     | .911  |
| 1997       | ダイエー   | 132   | 521   | 443   | 57    | 133   | 21       | 0        | 29       | 241   | 73    | 0     | 1        | 2     | 0     | 75    | 12    | 1     | 72    | 11       | .300  | .403     | .544     | .947  |
| 1998       | ダイエー   | 112   | 437   | 365   | 38    | 91    | 18       | 0        | 13       | 148   | 48    | 0     | 0        | 1     | 4     | 66    | 6     | 1     | 78    | 4        | .249  | .362     | .405     | .768  |
| 1999       | ダイエー   | 113   | 418   | 346   | 48    | 95    | 12       | 1        | 16       | 157   | 38    | 0     | 1        | 0     | 3     | 69    | 11    | 0     | 88    | 5        | .275  | .392     | .454     | .846  |
| 2000       | ダイエー   | 104   | 275   | 227   | 25    | 58    | 6        | 2        | 9        | 95    | 33    | 0     | 0        | 1     | 6     | 40    | 1     | 1     | 54    | 5        | .256  | .361     | .419     | .780  |
| 2001       | 巨人       | 25    | 42    | 37    | 3     | 11    | 1        | 0        | 1        | 15    | 5     | 0     | 0        | 0     | 0     | 5     | 0     | 0     | 10    | 2        | .297  | .381     | .405     | .786  |
| 2002       | 巨人       | 26    | 26    | 24    | 2     | 5     | 0        | 0        | 2        | 11    | 3     | 0     | 0        | 0     | 0     | 1     | 0     | 1     | 7     | 1        | .208  | .269     | .458     | .728  |
| 2003       | 巨人       | 3     | 3     | 3     | 0     | 0     | 0        | 0        | 0        | 0     | 0     | 0     | 0        | 0     | 0     | 0     | 0     | 0     | 2     | 0        | .000  | .000     | .000     | .000  |
| 通算：14年 | 通算：14年 | 1250  | 4389  | 3797  | 436   | 1057  | 197      | 17       | 153      | 1747  | 505   | 4     | 16       | 16    | 27    | 540   | 51    | 9     | 741   | 90       | .278  | .367     | .460     | .827  |

### 年度別守備成績
| 年度 | 試合 | 企図数 | 許盗塁 | 盗塁刺 | 阻止率 |
| ---- | ---- | ------ | ------ | ------ | ------ |
| 1990 | 17   | 21     | 17     | 4      | .190   |
| 1991 | 82   | 65     | 51     | 14     | .215   |
| 1992 | 120  | 108    | 79     | 29     | .269   |
| 1993 | 125  | 128    | 86     | 42     | .328   |
| 1994 | 122  | 96     | 68     | 28     | .292   |
| 1995 | 56   | 39     | 22     | 17     | .436   |
| 1996 | 84   | 69     | 43     | 26     | .377   |
| 1998 | 1    | 2      | 2      | 0      | .000   |
| 2000 | 7    | 5      | 5      | 0      | .000   |
| 2001 | 8    | 11     | 9      | 2      | .182   |
| 通算 | 622  | 544    | 382    | 162    | .298   |

### 表彰
- ベストナイン：2回（捕手部門：1994年、1996年）
- 最優秀バッテリー賞：1回（1994年 投手：吉田豊彦）

### 記録
初記録
- 初出場：1990年4月10日、対オリックス・ブレーブス1回戦（グリーンスタジアム神戸）、3回表に内田強の代打として出場
- 初打席・初安打：同上、3回表に佐藤義則から単打
- 初先発出場：1990年4月15日、対西武ライオンズ2回戦（平和台球場）、「8番・捕手」として先発出場
- 初打点：1990年5月31日、対西武ライオンズ11回戦（西武ライオンズ球場）、9回表に右田雅彦の代打として出場、鹿取義隆から同点適時打
- 初本塁打：1990年8月19日、対西武ライオンズ23回戦（西武ライオンズ球場）、5回表に高橋一彦からソロ

節目の記録
- 100本塁打：1997年6月20日、対千葉ロッテマリーンズ12回戦（福岡ドーム）、4回裏にマイク・フィアリーから2ラン ※史上192人目
- 1000試合出場：1999年5月1日、対西武ライオンズ4回戦（福岡ドーム）、「5番・指名打者」として先発出場 ※史上350人目
- 150本塁打：2000年9月6日、対日本ハムファイターズ26回戦（福岡ドーム）、6回裏に原田健二から右越ソロ ※史上115人目

その他の記録
- オールスターゲーム出場：6回（1992年、1993年、1994年、1996年、1997年、1999年）

### 背番号
- 49（1988年 - 1990年）
- 27（1991年 - 1997年、1999年 - 2000年）
- 3（1998年）
- 23（2001年 - 2003年）